# لی ژونگیون
لی ژونگیون (انگلیسی: Li Zhongyun؛ زادهٔ ۴ مارس ۱۹۶۷) جودوکار زن اهل چین بود.
وی در مسابقات کشوری و بین‌المللی در مجموع برندهٔ ۳ مدال طلا، ۳ مدال برنز شده‌است.